# 1729
1729 је била проста година.

## Догађаји

### Новембар
- 9. новембар — Мир у Севиљи

## Рођења

### Јануар
- 22. јануар — Едмунд Берк, британски државник, политички теоретичар и филозоф.

### Април
- 21. април — Катарина Велика, царица Русије.

### Август
- 24. новембар — Александар Суворов, руски војсковођа. (†1800)